# Skala Celsjusza
Skala Celsjusza – skala termometryczna, nazwana od nazwiska szwedzkiego uczonego Andersa Celsiusa, który zaproponował ją w roku 1742.

## Historia
Anders Celsius w roku 1742 zbudował swój pierwszy termometr rtęciowy. Aby mierzyć temperaturę, musiał przyjąć jakąś skalę pomiarową. Ta, którą zaproponował, była odwrotna do współczesnej. Za zero przyjął temperaturę wrzenia wody (obecnie zerem jest temperatura jej krzepnięcia), a jako sto stopni wybrał temperaturę jej zamarzania (współcześnie za 100 przyjęto punkt wrzenia wody w ciśnieniu atmosferycznym). Oznacza to, że w pierwotnej skali Celsiusa temperatura pokojowa odpowiadała 80 stopniom, a ciepłota ciała człowieka 63,4 stopnia. Podczas mroźnego poranka pierwszy termometr Celsiusa mógł wskazywać 110 stopni (obecnie −10).
Dopiero później naukowcy doszli do wniosku, że lepiej połączyć wzrost liczby stopni z procesem ocieplania. Wielu badaczy, między innymi Elvius ze Szwecji (1710), Christian of Lyons (1743) i Karol Linneusz (1740), zwracało uwagę na odwrotność wielu zjawisk do zaproponowanego układu temperatur. W efekcie temperatura wrzenia i zamarzania zostały zamienione miejscami i przyjęto znaną współcześnie skalę temperatur.
Od 1774 do 1954 stopień skali Celsjusza zdefiniowany był jako jedna setna różnicy temperatur topnienia lodu i wrzenia wody przy ciśnieniu normalnym jednej atmosfery fizycznej. Zero na skali Celsjusza przyporządkowano temperaturze topnienia lodu, a 100 stopniom odpowiadała temperatura wrzenia wody w warunkach normalnych. Definicja ta cały czas jest w powszechnym użyciu i naucza się jej w szkołach.
Obecnie skala Celsjusza jest zdefiniowana przez Międzynarodowe Biuro Miar i Wag poprzez temperaturę zera bezwzględnego (−273,15 °C) oraz temperaturę punktu potrójnego wody VSMOW (0,01 °C), a zatem stopień Celsjusza to 1/273,16 tego przedziału.

## Przeliczanie

### Sposób dokładny
{\displaystyle T_{Kelvin}=273,15+T_{Celsius}}
{\displaystyle T_{Celsius}=T_{Kelvin}-273,15}
{\displaystyle T_{Fahrenheit}=32+{\frac {9}{5}}\cdot T_{Celsius}}   lub   {\displaystyle T_{Fahrenheit}=((T_{Celsius}+40)\cdot 1,8)-40}
{\displaystyle T_{Celsius}={\frac {5}{9}}\cdot (T_{Fahrenheit}-32)}   lub   {\displaystyle T_{Celsius}=((T_{Fahrenheit}+40):1,8)-40}

### Sposób praktyczny
Do szybkiego przeliczania temperatury wyrażonej w stopniach Fahrenheita lub Celsjusza (na przykład podczas pobytu w krajach stosujących daną skalę) bez stosowania urządzeń liczących można używać następujących wzorów przybliżonych:
- przeliczanie °F na °C:
  - od wartości w °F odejmuje się 32, różnicę dzieli się na dwa, co daje wynik w °C zaniżony o 10% w stosunku do dokładnego:
{\displaystyle T_{Celsjusz}=(T_{Fahrenheit}-32)/2}
  - od wartości w °F odejmuje się 32, różnicę dzieli się na dwa, i do ilorazu dodaje się jego 10% (jedną dziesiątą), co daje wynik w °C zaniżony o 1% w stosunku do dokładnego:
{\displaystyle T_{Celsjusz}=[(T_{Fahrenheit}-32)/2]\times 1,1}
- przeliczanie °C na °F:
  - wartość w °C mnoży się na dwa i do iloczynu dodaje się 32, co daje wynik w °F zawyżony o 10% w stosunku do dokładnego:
{\displaystyle T_{Fahrenheit}=2\times T_{Celsjusz}+32}
  - od wartości w °C odejmuje się jej 10% (jedną dziesiątą), różnicę mnoży się na dwa, i do iloczynu dodaje się 32, co daje wynik dokładny:
{\displaystyle T_{Fahrenheit}=2\times (T_{Celsjusz}-0,1\times T_{Celsjusz})+32}

## Zapis
Według opinii Rady Języka Polskiego z 2003 roku dla stopni Celsjusza nie należy stosować spacji i poprawny zapis to [...] 10°C (nie: 10 °C ani 10° C). Zgodnie jednak z zaleceniem Międzynarodowego Biura Miar i Wag między liczbą a jednostką miary występuje spacja, to znaczy pisze się 23 °C (a nie 23°C ani 23° C). W Polsce do roku 2010 podobną konwencję zapisu zalecały przepisy dotyczące legalnych jednostek miar. W roku 2010 przepisy te zostały uchylone bez wprowadzenia nowych zaleceń dotyczących użycia odstępu, natomiast w roku 2020 ponownie zalecono zapis ze spacją. Pisownię ze spacją stosuje oficjalnie polski Główny Urząd Miar w definicji temperatury Celsjusza.
Na komputerze „°C” uzyskuje się zwykle pisząc symbol stopnia (U+00B0) (np. w systemie Windows za pomocą kombinacji klawiszy: lewy Alt+0176 na klawiaturze numerycznej, w macOS używając skrótu Option+Shift+8, w iOS i iPadOS przytrzymując dłużej cyfrę zero lub korzystając z tzw. DOS-owej strony kodowej: lewy Alt+248), po którym pisze się wielką literę „C” (U+0043). Dla kompatybilności z językami CJK istnieje również specjalny znak unikodu (U+2103) (dziesiętnie 8451), czyli: ℃. Dla porównania, poniżej zestawiony jest wygląd tych dwóch możliwych wersji (najpierw wersja unikodowa, po niej „zwykła” – z użyciem dwóch znaków):
℃ °C
Na urządzeniu poprawnie odtwarzającym znaki unikodu te dwie wersje powinny wyglądać bardzo podobnie. To samo porównanie pokazano niżej w wersji graficznej: